# Grumman F4F Wildcat

Схематичне зображення F4F Wildcat

Грумман F4F «Вайлдкет» (англ. Grumman F4F Wildcat) — палубний винищувач (винищувач-бомбардувальник) виробництва американської авіакомпанії Grumman, розроблений наприкінці 1930-х років. Знаходився на озброєнні військово-морських сил США, Королівського флоту Великої Британії та Королівських ПС Канади за часів Другої світової війни.
Прийнятий на озброєння флоту 1939 року, він був основним палубним винищувачем ВМФ до появи «Хеллкет» і «Корсар». І, навіть після надходження на озброєння більш сучасних машин, F4F продовжував використовуватися на невеликих ескортних авіаносцях до кінця війни. У жовтні 1941 року, коли ВМС США почали надавати назви морським літакам, F4F офіційно отримав назву «Вайлдкет» (англ. Wildcat — дика кішка). F4F «Вайлдкет» вперше був застосований в бойових діях британськими ВМС у 1940 році, де він спочатку був відомий як «Марлет». На відміну від першого американського палубного винищувача F2A «Баффало», який виявився не дуже надійним у повітряних боях, F4F «Вайлдкет» зарекомендував себе відмінно й отримав широке застосування американськими ВМС та Корпусом морської піхоти під час боїв на Тихому океані. Попри те, що максимальна швидкість літака сягала 512 км/год і «Вайлдкет» поступався своєму головному противникові A6M «Зеро» (до 533 км/год), винищувач мав значну перевагу у бойовій ефективності. Співвідношення втрат у повітряних боях становило у 1942 році 5,9 до 1, та 6,9 до 1 протягом усієї війни на користь американського літака.

## Історія створення
У 1937 році керівництво ВМС оголосило тендер на розроблення нового винищувача палубного базування для свого авіаносного флоту. У конкурсі взяли участь фірми Grumman (літак XF4F-1), Brewster (літак XF2A-1) та Seversky (літак XFN-1). Перемогу здобув Brewster Buffalo. Grumman XF4F-1 не пройшов конкурс, але, комісія Бюро з аеронавтики ВМС США в цілому відзначила перспективність цієї машини, хоча й відмітила незадовільну керованість і низьку маневреність. Особливо була відзначена швидкість винищувача в 532 км/год, що було визнано його головною характеристикою, яка надавала йому надію на майбутнє. ВМС підписали з фірмою «Грумман» протокол про наміри повторного розгляду після усунення виявлених недоробок.
Грумману було зрозуміло, що XF4F-1 поступатиметься моноплану «Брюстера», тому Грумман відмовився від конструкції XF4F-1, розробивши натомість новий винищувач-моноплан XF4F-2. 2 вересня 1937 року модернізований варіант XF4F-2 здійснив свій перший політ з пілотом-випробувачем компанії Робертом Л. Холлом за кермом. XF4F-2 був середньопланом із нескладними крилами. 14-циліндровий дворядний радіальний двигун «Твін Восп» P&W R-1830-66 з повітряним охолодженням мав потужність 785 кВт (1050 к. с.), приводив у рух трилопатевий гвинт Hamilton Standard із змінним кроком. Озброєння складалося зі здвоєних 7,62-мм кулеметів Браунінга, встановлених у верхній частині капота двигуна та стріляючих через дугу гвинта, і 12,7-мм кулеметів Браунінга в кожному крилі.
12 лютого 1939 року модернізований літак з подовженим фюзеляжем і збільшеним за розмахом та площею крилом з прямокутними законцівками, під позначенням XF4F-3 вперше піднявся у небо. Цей прототип показав максимальну швидкість 535 км/год й у липні — серпні 1939 року пройшов льотні випробування, які довели, що недоліки успішно усунуті. Літак отримав назву Wildcat («Дикий кіт»). Винищувач оснащувався двигуном Pratt & Whitney XR-1830-76 з двоступінчастим нагнітачем і розвивав максимальну швидкість 540 км/год, а за швидкопідйомністю, горизонтальній маневреності і перевантаженням він перевершив «Буффало». 8 серпня 1939 року ВМС негайно оформило замовлення на 54 літаки першої серії F4F-3 (G-36A) з невеликими змінами, зокрема, озброєння літака тепер складалося з 4 великокаліберних кулеметів Browning M2 з боєкомплектом по 430 набоїв на ствол. Бронювання включало в себе лише 12,7-мм бронеспинку, у ліхтарі бронескла не було. Завод «Груммана» в Бетпейджі запрацював на повну потужність. Перший літак цього типу флот отримав у лютому 1940 року.

### Виробництво
На грудень 1941 року, до початку війни з Японією, американська палубна авіація налічувала 187 винищувачів F4F-3. Вже після початку бойових дій було прийнято рішення оснастити літаки протектованими бензобаками та забезпечити кабіну пілота бронезахистом. На перших винищувачах, бронезахист баків, був шарами сирої гуми, які затягували пилові отвори, але домішки в паливі роз'їдали в пробоїнах гуму. У баки потрапляли частки гуми, які затягувалися в магістралі та перешкоджали подачі палива, що викликало низку аварій та катастроф.
Початок серійного виробництва «Вайлдкетів» викликав інтерес у багатьох європейських країнах. Зокрема, Франція, яка мала один авіаносець («Беарн») у строю та ще два на стадії будівництва, виявила бажання замовити літаки для них у США. Фірма Грумман отримала замовлення на 80 літаків «Вайлдкет» в експортному виконанні — з 9-циліндровим двигуном Райт «Циклон» та посадковими місцями під шість 7,5-мм французьких кулеметів «Дарн». Роботу було оплачено і повністю виконано… до серпня 1940 р., коли замовник уже капітулював перед вермахтом. Крім того, 30 літаків G-36A замовила Греція, але і ця партія «Вайлдкетів» у результаті залишилася незатребуваною. Літаки були перекуплені Британією. Доставлені в Англію восени 1940 р. літаки французького замовлення були включені в систему ППО військово-морських баз Росайт і Скапа-Флоу, організаційно входячи до сил Берегового командування Королівської морської авіації. Англійці присвоїли цим літакам найменування «Мартлет» («Ластівка») Мк.1.
Загалом було побудовано 7860 «Вайлдкетів». Протягом війни F4F і FM ВМС і морської піхоти здійснили 15 553 бойових вильотів (14 027 з них з авіаносців), знищивши, як заявлялося, 1327 ворожих літаків ціною втрати 178 літаків у повітряних боях, 24 — від вогню з землі/корабля та 49 — через різні оперативні причини (загальне заявлене співвідношення збитих до втрачених 6,9:1). Вірні своїй ролі винищувача супроводу, Wildcats скинули лише 154 тонни бомб у ході війни.

### Бойове використання
F4F, спочатку відомий на британській службі як «Мартлет», був прийнятий авіацією Королівського флоту як тимчасова заміна «Фулмарам». Fulmar був двомісним винищувачем з хорошою дальністю польоту, але мав невигідні характеристики порівняно з одномісними винищувачами. Флотські Supermarine Spitfire були недоступні через більшу потребу на них Королівськими ПС. На Європейському ТВД їхня перша бойова перемога сталася на Різдво 1940 року, коли «Мартлет» наземного базування знищив бомбардувальник Ju 88 над військово-морською базою Скапа-Флоу. Це була перша бойова перемога виготовленого в США винищувача на британській службі під час Другої світової війни.

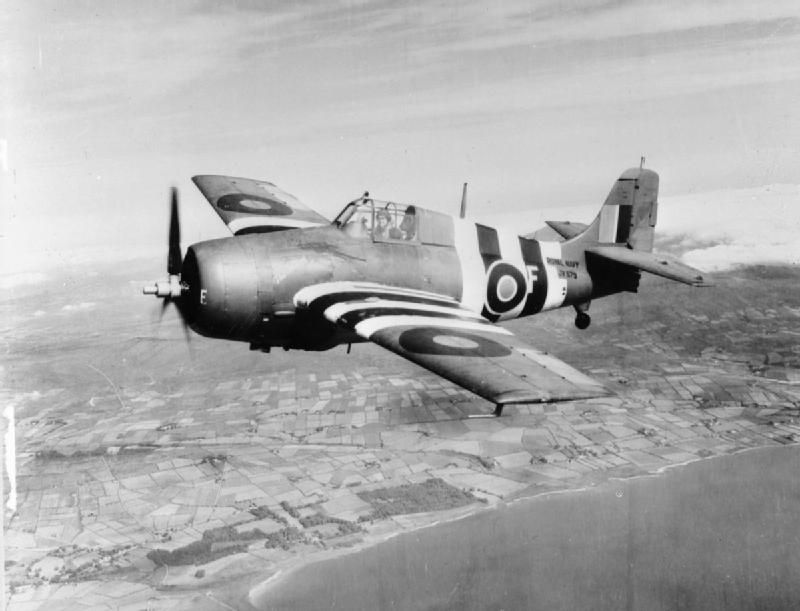
«Вайлдкет» 846-ї ескадрильї повітряних сил Королівського флоту, що базувався в Еглінгтоні, Північна Ірландія, в польоті над узбережжям

Цей тип також став піонером у бойових операціях з менших ескортних авіаносців. Шість «Мартлет» вийшли в море на борту переобладнаного колишнього німецького торговельного судна «Одасіті» у вересні 1941 року та збили кілька бомбардувальників Люфтваффе Fw 200 Condor під час дуже ефективних операцій з супроводу конвою. Це були перші з багатьох «Вайлдкетів», які брали участь у повітряних боях на морі, включаючи конвой HG 76 до Гібралтару в грудні 1941 року.
У 1942—1943 роках британці отримали 300 літаків Eastern Aircraft FM-1, давши їм позначення «Мартлет» V, і 340 FM-2 (змінивши назву на ту ж саму назву, що й США) як Wildcat VI. Майже 1200 літаків Wildcat перебували на озброєнні повітряних сил Королівського флоту, і до січня 1944 року назву «Мартлет» було скасовано, а тип було ідентифіковано як «Вайлдкет». У березні 1945 року «Вайлдкети» збили чотири німецькі Messerschmitt Bf 109 над Норвегією, останні перемоги британської флотської авіації на «Вайлдкет».
Останній повітряний наліт у війні в Європі був здійснений літаками британської флотської авіації під час операції «Джаджмент» 5 травня 1945 року. 28 літаків «Вайлдкет» VI, що злітали з ескортних авіаносців, взяли участь у нападі на базу підводних човнів поблизу Гарстада, Норвегія. Два кораблі та підводний човен U-711 були потоплені, втрачено один торпедоносець «Вайлдкет» і один «Евенджер».
Найбільшого розмаху застосування «Вайлдкети» набули на Тихоокеанському театрі війни. «Вайлдкет» загалом перевершував японського A6M «Зеро», свого головного супротивника на початку війни на Тихому океані, але втримався частково через те, що з відносно важкою бронею та самоущільнювальними паливними баками планер Груммана міг витримати набагато більше пошкоджень, ніж його легковажний, неброньований японський візаві. Багатьох пілотів винищувачів ВМС США врятував пристрій самонаведення Wildcat ZB, який дозволяв їм знаходити свої авіаносці в умовах поганої видимості, за умови, що вони могли наблизитися до 30 миль (48 км) від радіомаяка самонаведення (однак, на практиці «Зед Бейкер» не був надзвичайно надійним, особливо це проявилося в ході битви за Мідвей, коли ціла ескадра «Диких котів» розбилася в морі після того, як не змогла знайти свої авіаносці).
У руках досвідченого пілота «Вайлдкет» достойно протистояв грізному A6M Zero. Проаналізувавши звіти Бюро розвідки тактичної авіації флоту, що описують новий винищувач, командор «Джиммі» Тач розробив оборонну тактику, яка дозволила формуванням «Вайлдкетів» скоординовано діяти для протидії пікіруючому нападу, що називається «Плетіння Тача». Найпоширенішою тактикою під час кампанії на Гуадалканалі була засідка на великій висоті, де маневри «удар і тікай» виконувалися з використанням переваги на висоті. Це стало можливим завдяки системі раннього попередження, що складалася з берегових спостерігачів і радара. У рідкісних випадках, коли «Вайлдкетам» не вдавалося вчасно набрати висоту, вони зазнавали серйозних втрат. 2 жовтня 1942 року наліт японської авіації з Рабаула не було вчасно виявлено, і союзна авіація втратила шість «Вайлдкетів», знищивши лише один Zero. Під час найінтенсивнішої початкової фази Гуадалканальської кампанії, між 1 серпня та 15 листопада, бойові записи свідчать про те, що США втратили 115 «Вайлдкетів», а японці втратили 106 Zero з усіх причин; втім, японці втратили набагато більше пілотів порівняно із американцями.

## Модифікації

### Прототипи
- XF4F-1 — перший проєкт прототипу літака, непобудований
- XF4F-2 — експериментальний прототип літака (1 екземпляр)
- XF4F-3 — дослідний варіант літака з двигуном Pratt & Whitney XR-1830-76, із турбонаддуванням, потужністю 1200 к.с. (1 екземпляр)
- F4F-6 — прототип F4F-3A (1 шт.)
- XF4F-8 — варіант з двигуном Wright R-1820-40 Cyclone і високим хвостом (2 шт.)

### Серійні екземпляри
- F4F-3 — перша серійна версія літака з двигуном R-1830-76, потужністю 1200 к.с. (285 шт.)
- F4F-3A — модифікація винищувача з двигуном R-1830-90, потужністю 1200 к.с. (95 шт.)
- F4F-3P — перероблений на розвідувальний літак винищувач
- F4F-4 — наймасовіша серійна версія літака з складними крилами, озброєна 6 кулеметами (1 195 шт.)
- F4F-4P — перероблений F4F-4 на розвідувальний літак
- XF4F-5P — розвідувальний літак з двигуном Wright R-1820-40 Cyclone (2 шт.)
- F4F-7 — неозброєний розвідувальний літак далекого радіусу дії (21 шт.)
- FM-1 — літак F4F-4, побудований на GM/Eastern (1 151 шт.)
- FM-2 — літак XF4F-8, основний тип; будувався на GM/Eastern (4 777 шт.)
- Martlet I — винищувач з двигуном Cyclone на замовлення Франції/Великої Британії (181 шт.)
- Martlet II — винищувач зі складними крилами для Великої Британії (90 шт.)
- Martlet III(A) — винищувач з фіксованими крилами для Великої Британії (10 шт.)
- Martlet III(B) — варіант F4F-3A на замовлення Греції/Великої Британії (30 шт.)
- Martlet IV — версія F4F-4 для Великої Британії з двигуном Cyclone (220 шт.)
- Wildcat V — FM-1 на замовлення Великої Британії; будувався на GM/Eastern (312 шт.)
- Wildcat VI — FM-2 на замовлення Великої Британії; будувався на GM/Eastern (370 шт.)

## Країни-оператори
США
- ВМС США
- КМП США

 Бельгія
- Повітряні сили Бельгії: щонайменше 10 замовлених G-36A, так і не були поставлені, передані Франції (яка потім передала їх Королівському флоту) після капітуляції

 Велика Британія
- Повітряні сили флоту Великої Британії

 Грецьке королівство
- Королівські повітряні сили Греції

 Канада
- Королівські ПС Канади

 Франція
- Авіація ВМС Франції: 81 літак замовлений, так і не доставлено, передано Королівському флоту після поразки Франції в 1940 році

## Літаки порівнянної ролі, конфігурації та епохи
- CAC Boomerang
- Hawker Hurricane
- Supermarine Seafire
- Ambrosini SAI.207
- Fiat G.50
- Fiat G.55
- Ла-5
- Ла-7
- Brewster F2A Buffalo
- Grumman F6F Hellcat
- Chance Vought F4U Corsair
- Focke-Wulf Fw 190
- Caudron C.714
- Dewoitine D.520
- Mitsubishi J2M
- Mitsubishi A5M
- Mitsubishi A7M

## Відео
- F4F Wildcat(англ.)
- F4F Wildcat / Martlet(англ.)
- Только История: истребитель Grumman F4F Wildcat(рос.)